# Ahn Dae-hee
Ahn Dae-hee (* 31. März 1955 in Haman, Gyeongsangnam-do) ist ein südkoreanischer Jurist und Politiker. Er ist Mitglied der konservativen Saenuri-Partei.

## Leben
Vor seinem Gang in die Politik studierte Ahn Rechtswissenschaft an der Seoul National University. Er arbeitete danach über 25 Jahre als Staatsanwalt. Hier wurde er zu einem Star, der sogar einen eigenen Fanclub hatte und sich mit spektakulären Korruptionsprozessen profilierte. Er wurde 2006 von Präsident Roh Moo-hyun zum Richter am Obersten Gerichtshof Südkoreas ernannt. Nach seinem sechs Jahre späteren Rücktritt von diesem Amt schloss er sich der Präsidentschaftskampagne von Park Geun-hye 2012 an. Am 22. Mai 2014 nominierte ihn Präsidentin Park als Nachfolger von Jung Hong-won für das Amt des Premierministers. Der Nominierung hätte nach einer parlamentarischen Anhörung Ahns noch die Nationalversammlung zustimmen müssen, bevor er vereidigt werden hätte können. Ahn geriet durch seine Einkünfte als Rechtsanwalt nach seinem Rücktritt als Verfassungsrichter in die Kritik, wobei ihm vorgeworfen wird, dass er von seinem früheren Posten profitiert habe. Er verdiente binnen eines Jahres etwa 1,1 Milliarden Won bzw. eine Million US-Dollar. Ahn erklärte daraufhin, dass er dieses erworbene Vermögen der Gesellschaft spenden werde. Etwas später erklärte Ahn, dass er auf das ihm angebotene Amt des Ministerpräsidenten verzichten werde.
Der zu diesem Zeitpunkt amtierende Premierministers Jung Hong-won war – wie die gesamte Regierung – nach dem Unglück der Fähre Sewol in massive Kritik geraten und bot daraufhin seinen Rücktritt an, der von Präsidentin Park angenommen wurde. Dieser wurde jedoch nicht sofort wirksam und Jung bleibt bis zur Vereidigung seines Nachfolgers im Amt. Der angestrebte Wechsel des Premierministers wurde als taktischer Schritt vor den Kommunalwahlen am 4. Juni 2014 gesehen, da sich die Beliebtheitswerte der Regierungspartei nach dem Fährunglück auf einem Tiefpunkt befinden.